# Rosemarie Trockel
Rosemarie Trockel (Schwerte, 13 novembre 1952) è un'artista tedesca, docente alla Kunstakademie Düsseldorf.

## Biografia
Nel 1983 tenne le sue prime mostre alla Monika Spruth Galerie di Colonia e alla Galerie Philomene Magers di Bonn. A metà degli anni 80 Trockel iniziò a realizzare dipinti su larga scala prodotti con macchinari industriali. Questi presentavano regolarmente motivi geometrici, loghi come il coniglietto di Playboy o una falce e un martello e presentavano tutti la dicitura: "fatto nella Germania Ovest". Durante gli anni 80 Trockel lavorò anche per la rivista Eau de Cologne.
Nel 1994 creò il monumento Frankfurter Engel per la città di Francoforte. Alla fine degli anni 90 Trockel lavorò a lungo con l'argilla, continuando a produrre "dipinti" sia a mano che a macchina. Molti di questi dipinti sono stati esposti al Ludwig Museum nel 2005. Nel 2011 ha vinto il Premio Wolf per la pittura. Nel 2012 il New Museum of Contemporary Art ha presentato una grande mostra incentrata sui suoi lavori, intitolata Rosemarie Trockel: A Cosmos.